# Lolita (novel·la)
Lolita és una novel·la de Vladímir Nabókov, escrita en anglès i publicada per primer cop el 1955. La fama de la novel·la és deguda tant al seu estil innovador com a la controvèrsia dels temes que tracta el llibre. El personatge principal de la novel·la, Humbert Humbert, un emigrant europeu de mitjana edat que passa a viure als EUA, s'obsessiona sexualment amb una noia adolescent anomenada Dolores Haze, també anomenada Lolita.

## Argument
Com a professor, Humbert deixa Europa pels Estats Units i lloga una habitació a la casa de Charlotte Haze després de conèixer-la a ella i la seva filla Dolores, mentre prenien el sol al jardí. Dolores té dotze anys i li diuen, de manera afectuosa, Lo, o Lolita. La seva mare Charlotte és una vídua solitària i es converteix inconscientment en l'enllaç de Humbert amb la seva filla. En poc temps, Charlotte es casa amb Humbert. Un dia, Charlotte troba el diari del seu nou marit, ple a vessar de confessions de la seva obsessió amb Dolores i el seu desengany amb la seva nova dona. Ella, enfadada i trista, surt de casa ràpidament i mor atropellada.
Humbert comença a viatjar arreu dels Estats Units, de motel en motel, amb la companyia de Lolita, amb la qual té relacions sexuals. Aquesta relació acaba quan Clare Quilty, un altre pretendent adult, convenç Lolita per deixar Humbert i escapar-se amb ell.
Al final de la novel·la, quan Humbert es troba de manera fugaç amb Lolita, sols ho fa per donar-li els diners que ella li ha demanat per poder començar de zero, ella i el seu nou marit, a Alaska. Llavors és quan Humbert comprèn que encara desitja Lolita, no sols per l'atracció sexual que sentia per aquesta classe de noies, sinó perquè ell està realment enamorat d'ella.

## Estil i interpretació
La novel·la és una tragicomèdia narrada per Humbert, el qual dirigeix la narració des de les seves peculiars observacions de la «cultura americana». El seu humor dona un contrapunt al fet que és la narració tràgica la que realment compon l'obra. L'exuberant estil de l'obra està caracteritzat per un gran nombre de jocs de paraules multilingües, dobles sentits, anagrames i neologismes com ara nymphet', un derivat de la paraula nimfa en anglès; posteriorment a la novel·la, aquest darrer mot (nymphet) s'ha fet un lloc als diccionaris per a designar una noia jove amb gran atractiu.
Humbert és un emigrant europeu amb estudis, educació i un literat que, amb el seu humor, fa que ràpidament el lector li agafi estima. Humbert és, alhora, lloable i repulsiu, i aquesta combinació d'odi-estima que transmet el personatge és un dels vertaders punts forts de l'obra. Humbert es considera a si mateix un geni, però amb una gran manca de curiositat, actitud que el mateix Nabókov considera essencial. Humbert ens explica la història de Lolita perquè ell mateix és incapaç d'acceptar Dolores com la nena que en realitat és. Richard Rorty, a la seva famosa interpretació de Lolita en «Contingència, ironia i solidaritat», Humbert és un «mostre de la in-curiositat».
L'obra eròtica anònima del segle xx, escrita en francès, Confession sexuelle d'un anonyme russe va servir d'inspiració a Vladímir Nabókov per crear el seu personatge Lolita. L'autor d'origen rus va escriure: «Les aventures amoroses del rus em van entusiasmar. Són meravellosament divertides. Essent adolescent degué tenir la sort extraordinària de trobar-se amb nenes de reaccions excepcionalment ràpides i generoses». La història, centrada en la vida sexual del protagonista, s'esdevé a Ucraïna (que aleshores pertanyia a l'Imperi Rus) i a Itàlia a començament del segle xix. Qualificada com una «autobiografia sexual» pel mateix autor, descriu la vida sexual d'un home disposat, en un principi, a menar una vida conformista, que es deixa portar finalment per les seves inclinacions eròtiques fins al punt de no ser capaç de controlar els seus impulsos. L'obra va ser dipositada de manera anònima en la bústia del sexòleg i psicòleg britànic Havelock Ellis, que a causa del seu interès testimonial la va incloure en el sisè tom de l'edició francesa dels seus Estudis de psicologia sexual (1926).

## Al·lusions literàries
- El nom del primer amor d'Humbert, Annabel Leigh, prové del poema Annabel Lee, d'Edgar Allan Poe. En realitat, la seva infància és descrita amb versos agafats d'aquest poema.
- El doble nom d'Humbert ve de l'obra d'Allan Poe William Wilson, un conte on el protagonista és atacat pel seu doppelgänger.
- El març del 2004, l'investigador alemany Michael Maar descobrí un conte curt anomenat Lolita publicat el 1916. El text fou escrit per Heinz von Lichberg i, malgrat que el títol i la trama siguin semblants, la idea de plagi és completament exagerada, car l'obra de Nabókov és una peça molt més completa i complexa que la de Lichberg.[6]

## Influència posterior
- Lolita ha estat portada al cinema dos cops. La primera versió és de l'any 1962, dirigida per Stanley Kubrick, amb James Mason, Shelley Winters, Peter Sellers i Sue Lyon com a Lolita. La segona és d'Adrian Lyne, l'any 1997, amb Jeremy Irons, Melanie Griffith i Dominique Swain com a Lolita.
- Lolita és el llibre a què es refereixen The Police quan diuen «...that famous book by Nabokov» («...aquell famós llibre d'en Nabókov») a la cançó Don't stand so close to me.
- El terme lolita s'ha convertit i usat per referir-se a noies adolescents considerades molt seductores, especialment si són menors d'edat. Al mercat de la pornografia, el terme lolita s'usa per descriure dones molt joves o que ho aparenten. D'altra banda, al Japó s'ha desenvolupat el terme lolicon, que es refereix al complex lolita i l'obsessió per les noies joves (sobretot en la ficció).
- El grup novaiorquès Elefant es va basar en aquesta novel·la per a fer la tercera cançó, Lolita, del seu segon àlbum The Black Magic Show.